# Obermatrose
Obermatrose war der zweitniedrigste Rang der Dienstgradgruppe der Mannschaften in der Volksmarine der früheren Nationalen Volksarmee (NVA) der Deutschen Demokratischen Republik. 
Diesem seemännischen Dienstgrad stand in den anderen NVA-Teilstreitkräften der Dienstgrad Gefreiter (OR-2) gleich.
OR - steht für das en Other (enlisted) Ranks (OR)
| Dienstgrad         |             |                     |
| niedriger: Matrose | Obermatrose | höher: Stabsmatrose |

## Kaiserliche Marine
Der Obermatrose der Kaiserlichen Marine entsprach einem Gefreiten des Heeres. Das Rangabzeichen wurde auf dem linken Oberärmel getragen und bestands aus einem mit der Spitze nach unten weisenden gelben Tuchwinkel; auf dem weißen Hemd war der Winkel kornblumenblau.

## Reichsmarine und Kriegsmarine

Obermatrose
Seemännischer Dienst
(1919/21–1938)

In der Reichsmarine bildete der Dienstgrad Obermatrose anfangs eine Besonderheit: Die noch aus der Kaiserlichen Marine übernommenen Ranginhaber standen bis Dezember 1920 den Heeresgefreiten gleich. Alle seit 1921 zu Obermatrosen beförderten Seeleute rangierten nur noch mit den Oberschützen des Heeres. Es ist anzunehmen, dass die Obermatrosen alter Art nach dem genannten Stichtag zu Gefreiten der Reichsmarine ernannt wurden. Bis zum 28. Januar 1935 besaß die Reichsmarine demnach fünf Mannschaftsdienstgrade: Matrose, Obermatrose, Gefreiter, Obergefreiter, Stabsgefreiter. Den Dienstgraden wurden die Laufbahnbezeichnungen wie Matrosen-, Funk-, Maschinen- usw. jeweils voran gesetzt.
In der Kriegsmarine kam es wiederholt zu Änderungen und Ergänzungen der Mannschaftsdienstgradbezeichnungen. Mit Vfg. v. 31. Januar 1938 blieben Neubeförderungen in den Dienstgrad Obermatrose untersagt; erstes Beförderungsamt der Mannschaften war nun Gefreiter. Die vor dem 1. April 1934 eingestellten Mannschaften wurden in Gefreiter umbenannt. Das auf dem linken Oberarm getragene Rangabzeichen bestand aus einem mit der Spitze nach unten weisenden Winkel, analog dem neuen Rangabzeichen des Gefreiten (vorher zwei Winkel); auf dem weißen Hemd und auf der braunen Tropenfeldbluse war das Abzeichen kornblumenblau. Die gelben Rangabzeichen waren auf einer dunkelblauen Unterlage aufgenäht, die blauen auf einer weißen Unterlage bzw. auf einer aus braunem Tropenstoff. Das Laufbahnabzeichen wurde oberhalb des auf dem linken Oberärmel getragenen Rangabzeichens geführt.
| Dienstgrad         |             |                                                       |
| niedriger: Matrose | Obermatrose | höher: Gefreiter (1919–1935) Stabsmatrose (1935–1938) |